# 낙원떡집
낙원떡집은 대한민국 서울특별시의 유서 깊은 떡 가게이다. 이 사업은 1910년대, 아마도 1912년에 시작되었다. 1956년에 영구적인 점포를 열었다. 서울시는 낙원떡집의 역사적 가치를 인정하여 서울미래유산 및 오래가게로 지정했다. 낙원떡집은 가업으로 이어져 왔으며, 2010년대에는 3대째 운영되고 있었다.

## 설명
낙원떡집은 한국 궁중에서 유래했다. 1910년까지 일제에 의해 한국이 합병되었다. 그 결과, 한국 궁중의 일부는 궁을 떠나게 되었다. 가게의 최종 설립자인 고이뻐는 전직 궁중 나인들에게서 떡 만드는 법을 배웠다. 고이뻐는 원서동과 낙원동 일대에서 떡을 팔았다. 1950년에서 1953년 사이에 발생한 6.25 전쟁이 끝난 후, 1956년에 낙원시장에 영구 점포를 열었다. 1961년 고이뻐가 사망하자, 그녀의 딸 김인동이 가게를 물려받았다. 1980년에 김인동은 미국으로 이민을 갔고, 가게를 딸 이광순에게 물려주었다. 1980년대부터 인기가 급증했다고 한다.

## 같이 보기
- 오래가게